# Sándor Pintér (ministr)
Sándor Pintér (* 3. července 1948 Budapešť) je maďarský policejní generál ve výslužbě, politik a právník. Mezi lety 1998 a 2002 zastával a od roku 2010 opět zastává post ministra vnitra v první až páté vládě Viktora Orbána. Podle tzv. Barometru vlivu (Befolyás-barométer) se v roce 2023 umístil na 5. místě v žebříčku nejvlivnějších osobností v Maďarsku.

## Biografie
Svou kariéru začal jako řidič auta na ministerstvu vnitra, poté v roce 1972 nastoupil k policii, nejprve jako pomocný detektiva ve čtvrti Zugló. Mezitím navštěvoval Fakultu strojního inženýrství Budapešťské technické univerzity (Budapesti Műszaki és Gazdaságtudományi Egyetem) a také Policejní akademii (dnes Nemzeti Közszolgálati Egyetem). Vysoké školy absolvoval v roce 1978 a roku 1986 získal právnický titul na Právnické fakultě Univerzity Loránda Eötvöse v Budapešti. V roce 1985 byl přeložen na policejní oddělení Budínského okresu jako vedoucí kriminálního oddělení. Roku 1988 byl přeložen na policejní velitelství župy Pest, kde byl jmenován vedoucím oddělení vyšetřování. V březnu 1991 byl jmenován policejním šéfem hlavního města Budapešti. O několik měsíců později, v září 1991, jej tehdejší ministr vnitra Péter Boross jmenoval policejním generálem Maďarska, tuto funkci zastával pět let. V roce 1996 odešel do důchodu. Po odchodu do důchodu založil bezpečnostní firmu. V roce 1997 se stal bezpečnostním poradcem a členem představenstva banky OTP Bank Nyrt. Na jaře 1998 se stal ministrem vnitra v první vládě Viktora Orbána a na tomto postu setrval až do roku 2002. Poté opět pracoval v soukromém sektoru, do roku 2010 měl majetkové podíly v různých bezpečnostních firmách a také v ekonomicko-poradenské společnosti. Po volbách 2010 se stal opět ministrem vnitra ve druhé vládě Viktora Orbána a tuto funkci vykonával i ve třetí, čtvrté a stále ji vykonává i v současné páté vládě Viktora Orbána.

## Soukromý život
Je ženatý, jeho manželkou Ildikó Pintérné Eötvös. Mají spolu tři dcery: Hajnalka Pintér, Csillag Brindzáné Pintér a Ildikó Pappné Pintér.

## Ocenění
- Maďarsko: Maďarský záslužný kříž (1994)